# Wilhelm Heß (général)
Pour les articles homonymes, voir Hess.
Wilhelm Heß (né le 22 octobre 1907 à Bamberg et mort le 18 janvier 1997 à Munich) est un général de division de la Bundeswehr.

## Biographie
Promotions
- 1933 premier lieutenant
- 1936 capitaine
- 1940 Capitaine i. G.
- 1940 Major i. G.
- 1943 Lieutenant-colonel i. G.
- 1944 Colonel I. G.
- 1958 général de brigade
- 1962 général de division

En 1926, Hess entame une formation d'officier de police auprès de la police d'État de Bavière (de) à Munich ; il étudie à l'école bavaroise des officiers de police à Munich. De 1928 à 1932, le lieutenant de police est chef de peloton et commandant adjoint. De 1932 à 1934, il est officier de formation à l'école de la police d'État de Bamberg. Après cela, il est chef de peloton, chef de groupe d'entraînement et adjudant.
En 1935, il rejoint la Wehrmacht. Il y devient adjudant de bataillon dans le 100e régiment d'infanterie de montagne de la 1re division de montagne à Traunstein et Brannenburg. De 1937 à 1939, il suit le cours d'état-major à l'Académie de guerre de Berlin. En 1939, il est affecté à l'état-major général. En 1939/40, il est deuxième officier d'état-major (Ib) de la 2e division de montagne. En 1940, il est transféré à l'état-major général. De 1940 à 1942, il est quartier-maître du corps d'armée de montagne Norvège. De 1942 à 1944, il est haut quartier-maître du Haut Commandement de l'Armée de Laponie (plus tard Haut Commandement de la 20e armée de montagne). En 1944, il est transféré dans la réserve du Führer. En 1944, il est premier officier d'état-major général (Ia) des 543e et 291e division d'infanterie. Après cela, il est réaffecté à la réserve du Führer. En 1944/45, il est quartier-maître en chef dans le commandement de l'armée de montagne en Norvège et quartier-maître en chef en Scandinavie. De 1945 à 1948, il est prisonnier de guerre britannique.
En 1949, il est accepté dans la police d'État de Bavière. De 1950 à 1952, il y est conseiller du président. En 1952/53, il est conseiller de police et chef de service adjoint à Eichstätt. En 1953, il devient officier de formation auprès de la police anti-émeute bavaroise à Munich.
En 1956, il rejoint les Forces armées allemandes, où il devient chef de la division logistique et de la subdivision de l'état-major du commandement de l'armée. De 1958 à 1962, il commande l'école d'officiers de l'armée III (de) à Munich. De 1962 à 1968, il est commandant de la zone de défense VI à Munich. En 1968, il prend sa retraite.
Hess est marié.

## Récompenses
- Croix de fer de 2e et 1re classe
- 1943 : Croix allemande en argent
- 1968 : Grand-Croix du Mérite de la République fédérale d'Allemagne
- 1969 : Ordre du Mérite de Bavière

## Travaux (sélection)
- Eismeerfront 1941. Aufmarsch und Kämpfe des Gebirgskorps Norwegen in den Tundren vor Murmansk (= Die Wehrmacht im Kampf. Bd. 9). Vowinckel, Heidelberg 1956.